# Gospodari kaosa
Djelo "Gospodari kaosa" (2005.) napisao je Davor Domazet. To je u neku ruku odstupanje od njegovih prijašnjih radova. Pisana u apokaliptičkom duhu, pripada čudnom žanru koji nije lako odrediti. Slična je knjigama o urotama i tajnim društvima - teorija Kaosa, intrige determinista i globalista protiv predziđa kršćanstva, put svile, proročanstvo svetog Malahije (irskog nadbiskupa kojemu su članovi Crkve priznali dalekovidnost), veliki sukob dobra i zla, tj. vjernika i ateista, što je sve pomiješano u čudan amalgam - no potkrjepljenija od uobičajenih primjera toga vida spisateljstva. Dio knjige koji daje dijagnozu kriza svjetske civilizacije i identifikaciju središta otuđene moći doprinosi analitici suvremenih pojava, te u neku ruku produbljuje i modernizira Engdahlovo «Stoljeća rata». No, s obzirom na priložene prognostičke aspekte djela, dijagnoza se spaja s proročanstvom, što    u konačnici rezultira hibridnim tekstom koji uz racionalne analize sadrži i tvrdnje koje će skeptičnomu čitatelju djelovati, u najmanju ruku, bizarno i proizvoljno. Dostatno je napomenuti da ta Domazetova knjiga nije naišla na takav odjek i prijam kao prethodna, Hrvatska i veliko ratište. 

## Vanjska poveznica
- Izvadak iz knjige "Gospodari kaosa"  Arhivirana inačica izvorne stranice od 4. siječnja 2006. (Wayback Machine)